# 시산초등학교
시산초등학교는 대한민국 전북특별자치도 순창군에 있는 초등학교다.

## 학교 연혁
- 1929. 4. 20 둔전 공립 간이학교 설립 인가
- 1946. 4. 10 시산 공립 국민학교로 개칭
- 1953. 4. 5 수복 재 복교(쌍치국민학교 시산분교장)
- 1954. 6. 25 시산초등학교 인가
- 1984. 3. 1 시산국민학교 병설유치원 인가
- 1992. 2. 29 학선분교장 시산국민학교로 통폐합
- 1995. 2. 28 방산분교장 시산국민학교로 통폐합
- 1996. 3. 1 시산초등학교로 명칭 변경
- 2014. 9. 1 제33대 남상길 교장 부임
- 2016. 2. 5 제71회 졸업식 : 8명 졸업(졸업생 총 2,104명)
- 2016. 3. 1 초등학교 6학급(33명), 유치원 1학급(12명) 편성